# Szörnyek pedig léteznek
A Szörnyek pedig léteznek az Alvin és a mókusok együttes tizenegyedik albuma.

## Az album dalai
1. Szörnyek pedig léteznek
2. Ha látod magad
3. Mászunk a fényre
4. A jók oldalán
5. Ha elkezdődik a harc
6. Csak ennyi kell ezután
7. Óda a celeb lányhoz
8. Hazudni kell
9. Az állatok dala
10. A győztesek dala
11. Húzzál gumit (közr.: Imre Norbert, Prosectura)
12. Ami az életben nem lehet a tiéd